# 9376 Thionville
9376 Thionville este o planetă minoră (asteroid), cu un diametru de 5,52 km, din centura de asteroizi. A fost descoperită pe 20 iulie 1993 la Observatorul European Austral de Eric Walter Elst și a fost numită după Thionville. 
Obiectul prezintă o orbită caracterizată de o semiaxă mare de 2,7027308 UAi, o excentricitate de 0,05, o înclinație de 2,01863 ° în raport cu ecliptica.